# Pepita Orduña

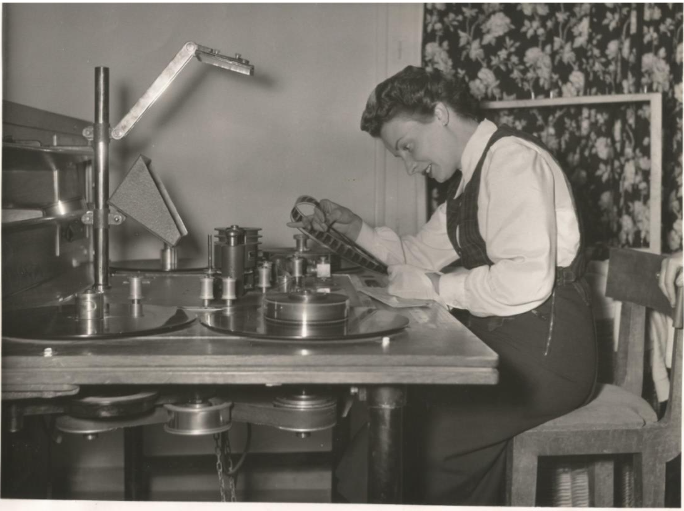
Pepita trabajando en una película como montadora.

Pepita Orduña, nació en Barcelona en 1920. Fue una montadora y editora española de cine de los años 50 y 60 del siglo XX, considerada como una de las pioneras femeninas en el mundo de la técnica cinematográfica.

## Trayectoria
Se desconocen muchos datos de su biografía, entre otras cosas por la grafía de su apellido, que aparece en muchos registros como Pepita Orduña. Se sabe que su primer trabajo fue en 1950 con Cita con mi viejo corazón, comedia española de Ferruccio Cerio, si bien había trabajado anteriormente como asistente de montaje en la película Embrujo, de 1948, del director Carlos Serrano de Osma, protagonizada por Lola Flores y Manolo Caracol.
En 1951 montó la película Esa pareja feliz dirigida por Juan Antonio Bardem y Luis García Berlanga.
Trabajó también en películas de temáticas diferentes, como en la religiosa Día tras día, realizada en 1951 por el director Antonio del Amo; el drama rural del mismo director Sierra maldita, (1954) o la adaptación de la obra de teatro Don Juan Tenorio en 1952 con el director Alejandro Perla.
En el género musical editó en 1953 con otra montadora, Mercedes Alonso, la película musical cubana Bella, la salvaje, de los directores Raúl Medina y Roberto Rey, para lucimiento de la vedette Blanquita Amaro. Asimismo editó al año siguiente, 1954, la película española El pescador de coplas, dirigida por Antonio de Amo y protagonizada por Marujita Díaz, Antonio Molina y Tony Leblanc.
En cine negro realizó el montaje de Juicio final, de 1955, y La mestiza, de 1956, ambas del director José María Ochoa. Su último trabajo conocido como montadora fue en 1965 en la comedia Un americano en Toledo, de los directores Carlos Arévalo y José Luis Monter.
Orduña aparece en varios registros y publicaciones de montaje cinematográfico con una filmografía de 21 películas, siempre subrayándose el desconocimiento de su trayectoria. Es citada por la cineasta Reyes Caballero como una de las primeras creadoras en el campo de la edición tras la cámara, en un listado junto a otras mujeres editoras, con Rose Smith, Margaret Booth, Anne Bauchens, Barbara Mclean, Dorothy Spencer, Dede Allen y Anne V. Coates.

## Filmografía
- Cita con mi viejo corazón (1950)
- Esa pareja feliz (1951)
- Día tras día (1951)
- Don Juan Tenorio (1952)
- Bienvenido, Míster Marshall (1953)
- Bella, la salvaje (1953)
- Sierra maldita (1954)
- El pescador de coplas (1954)
- Novio a la vista (1954)
- Cancha vasca (1955)
- Juicio final (1955)
- Mañana cuando amanezca (1955)
- Calabuch (1956)
- La mestiza (1956)
- Miedo (1956)
- Ángeles sin cielo (1957)
- Los jueves, milagro (1957)
- Hospital general (1958)
- Un americano en Toledo (1965)